# Nothing New
«Nothing New» (с англ. — «Ничего нового») — песня американской певицы Тейлор Свифт, записанная при участии Фиби Бриджерс. Композиция вышла 12 ноября 2021 года в качестве одной из ранее неизданных песен в альбоме Red (Taylor’s Version). Она была написана Свифт самостоятельно и спродюсирована ей совместно с Аароном Десснером. Композиция рассказывает о тревогах молодой девушки, с которыми та сталкивается в обществе во время взросления.
Песня была воспринята критиками как мрачное послание об отношении к женщинам в музыкальной индустрии, она получила положительные отзывы за текст, продюсирование, а также за сочетание голосов Бриджерс и Свифт. После выхода альбома песня достигла сорок третьей позиции в Billboard Hot 100 и попала в топ-40 чартов Австралии, Канады и Ирландии.

## Предыстория

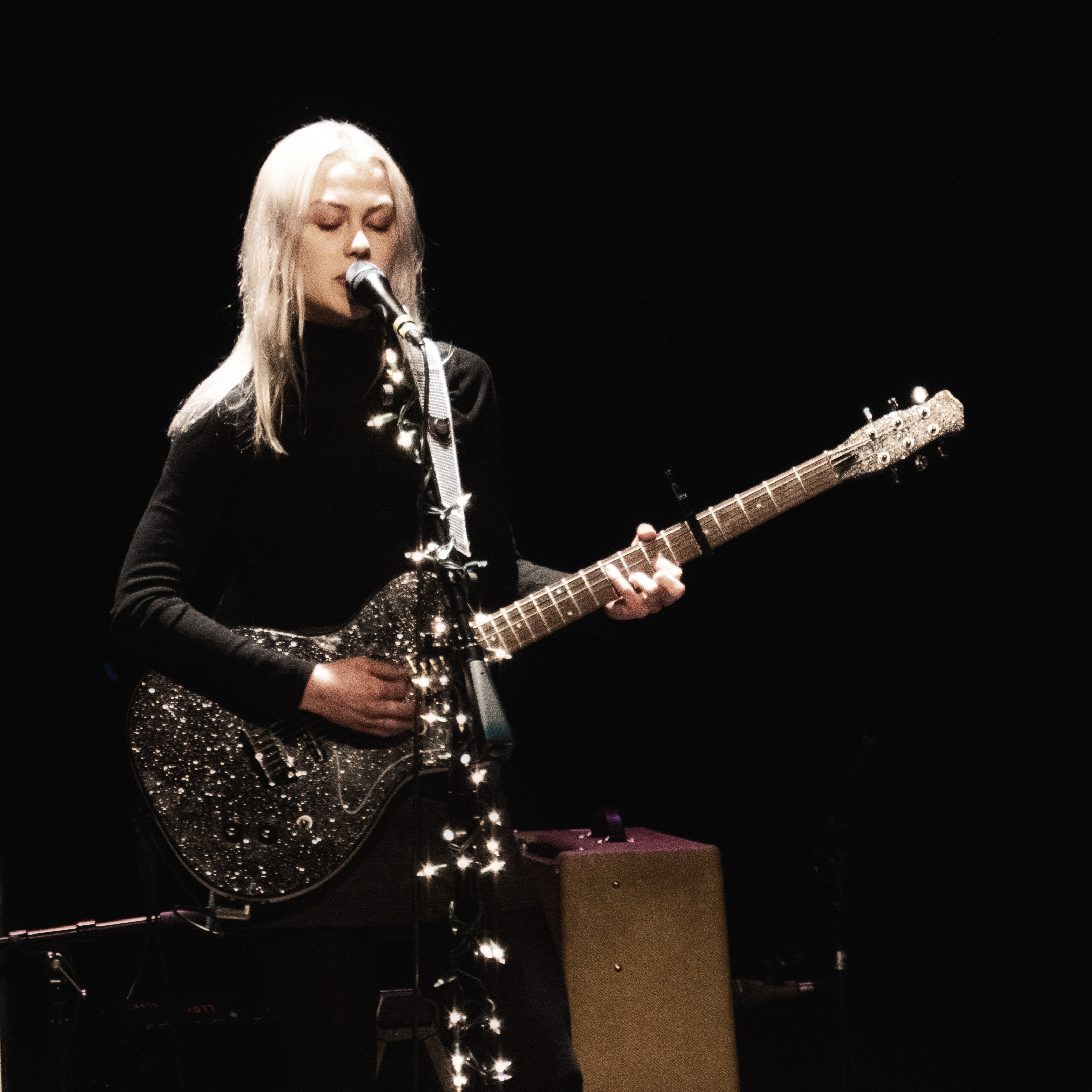
Приглашённая на композицию Фиби Бриджерс активно поддерживает решение Свифт перезаписать альбомы из своего старого каталога.

Первоначально «Nothing New» была написана Свифт на дульцимере в марте 2012 года для её альбома Red, когда ей было 22 года и «она перестала чувствовать себя новым исполнителем в индустрии», но в конечном итоге композиция не вошла в него. Старая версия альбома в ретроспективе получила восторженные отзывы от критиков: множество изданий назвало его одним из десяти лучших за 2010-е года, включая Rolling Stone и Billboard. Новостной портал Insider назвал его лучшим альбомом десятилетия. В июле 2018 года альбом получил седьмую платиновую сертификацию от американской ассоциации звукозаписывающих компаний, что эквивалентно 7 000 000 проданных копий на территории США.
На этом альбоме есть композиции, которые я называю «песнями из хранилища», ведь в моей голове есть такое символическое хранилище для моих песен, которые мне нравятся. Для своих альбомов я пишу много песен, но затем урезаю их. Но эти песни я не включила в альбом из-за того, что хотела добавить их на следующий. Но затем, так выходит, что следующий альбом совершенно другой, так что они остаются позади. И я постоянно думаю о них: «Что случилось бы? Я бы хотела, чтобы люди их услышали». Но они относятся к определённому моменту времени. Так что теперь, когда я возвращаюсь к своим старым работам, я достаю эти песни из тайника, в котором они были.
В 2019 году американский бизнесмен и музыкальный менеджер Скутер Браун приобрёл лейбл Big Machine Records, вместе с тем, став владельцем мастер-записей первых шести альбомов Свифт и других её работ, записанных в промежутке между ними. В этот же день Свифт оставила публичное обращение в своих социальных сетях: «Когда я оставила свои работы в руках Скотта Борчетты, я примирилась с тем фактом, что в конце концов он продаст их. Никогда, даже в моих самых ужасных кошмарах, я не могла представить, что покупателем окажется Скутер Браун», певица обвинила бизнесмена в устроенной им с 2016 года травле с помощью своих клиентов Канье Уэста и Джастина Бибера, а также сообщила о запрете от старого лейбла на использование её песен в документальном фильме «Мисс Американа». Одной из основных линий фильма стала травля и «отмена» певицы, вызванная её конфликтом с Канье Уэстом. 21 августа 2019 года, в качестве контрмеры против изменений владения мастер-записями её работ, Свифт сообщила о своём намерении перезаписать свои работы, принадлежащие Big Machine Records, что стало возможным благодаря её авторскому праву на все свои песни. В апреле 2021 года состоялся выход Fearless (Taylor’s Version), перезаписи её второго студийного альбома. С него же Свифт начала тенденцию включать в перезаписи альбомов песни, которые не вошли в их первоначальные издания, добавляя к их названию пометку «from the vault» («из хранилища»). Решение Свифт перезаписать альбомы было названо одним из определяющих в музыкальной индустрии за десятилетие журналом Rolling Stone.
В ноябре 2021 года Свифт выпустила Red (Taylor’s Version), где «Nothing New» включена в качестве одной из девяти ранее неизданных песен. Альбом получил восторженные отзывы от критиков и стал самым высокооценённым в карьере Свифт по данным сайта-агрегатора Metacritic.
В одном из своих интервью Свифт назвала Фиби Бриджерс одним из своих любимых исполнителей. Уже во время работы над перезаписями Свифт попросила её принять участие в записи композиции, отправив ей длинное сообщение, которое по её словам, она составляла несколько дней, добавив к нему текст и мелодию песни. Из-за ограничений, связанных с пандемией, запись вокала исполнительниц происходила в разных студиях. Бриджерс поделилась, что она прослезилась во время записи своего куплета. В дальнейшем она была включена в участие в шестом концертном туре Тейлор Свифт The Eras Tour на тех концертах, где Бриджерс была открывающим исполнителем. Песня исполнялась между «I Knew You Were Trouble» и десятиминутной версией песни «All Too Well».

## Мелодия и текст песни

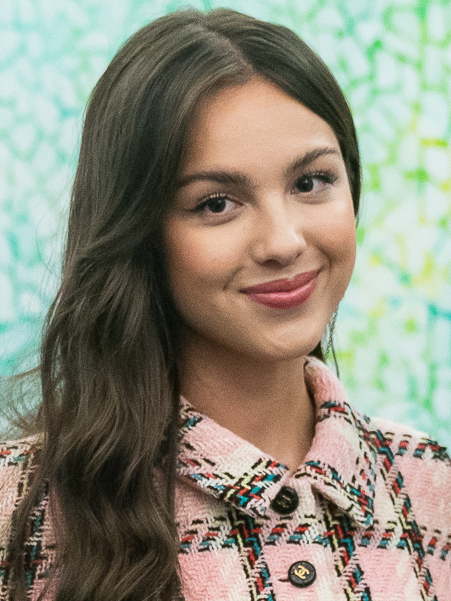
Когда Оливия Родриго начинала свою музыкальную карьеру, она множество раз делала публичные заявления о влиянии Тейлор Свифт на неё.

Песня представляет собой меланхоличную балладу, сочетающую в себе жанры альтернативного рока, фолка и лоу-фай под гитарную партию с участием виолончели и скрипки. Текст песни рассказывает о тревогах молодой девушки, размышляющей о своём взрослении. В своём дневнике из делюкс-издания альбома Lover, Свифт написала, что песня рассказывает о «чувстве страха перед старением, переменами и потерей всего, что у тебя есть».
Оливия Хорн из Pitchfork написала, что «Nothing New» рассказывает об отношении к женщинам в музыкальной индустрии: «Они говорят: „Девочки, идите и веселитесь“, но затем они начинают охоту и умерщвляют тех, кто на самом деле делает это». Лора Снейпс из The Guardian также поддерживает версию о двойном смысле текста, ссылаясь на строчку: «люди любят инженю», она также описала композицию, как «пьяную паранойю ночью, во время которой Свифт одерживает поражение перед временем в результате самокопания». Строчку «Они критикуют тебя, пока ты паришь в небесах. Затем, они подстреливают тебя, вздыхают и говорят: „Похоже, она через многое прошла“» Абрар Аль-Хити восприняла в своей заметке для американского ресурса CNET как пугающее предзнаменование Свифт о том, что ожидало её в ближайшие после написания песни годы.
Некоторыми изданиями, например, Rolling Stone, отмечается символичность приглашения Фиби Бриджерс на песню, которой было восемнадцать лет в момент выхода прошлой версии альбома Red, в то время, как Свифт было двадцать два года: «Как кто-то может знать всё в 18, но ничего в 22?». Майкл Вуд из The Guardian отметил, что слушая композицию, сейчас почти невозможно не думать об Оливии Родриго из-за бриджа песни, где Свифт встречает новую женщину в индустрии, которой та послужила вдохновением. Это же заметило и издание New York Times: «Трудно не представить давнюю свифти Оливию Родриго», в своей статье они также назвали «Nothing New» более мрачной версией песни «The Lucky One» из стандартного издания альбома 2012 года, рассказывающей о цене, которую приходится платить за статус знаменитости. В дальнейшем творчестве Свифт продолжала развивать тему своего влияния на слушателей, так на её альбоме Midnights в песне «Dear Reader» поётся, что её «читатель» должен найти себе другую «путеводную звезду».
Я знаю, что в один день встречу её, это кошмарный сон.  
 С тем сиянием, которое бывает только, пока тебе 17,  
 Она будет знать свой путь и скажет, что это я указала ей дорогу.  
 Я скажу, что счастлива за неё, а затем буду плакать, пока не усну.

Оригинальный текст (англ.)I know someday I'm gonna meet her, it's a fever dream 
 The kind of radiance you only have at seventeen 
 She'll know the way and then she'll say she got the map from me 
 I'll say I'm happy for her, then I'll cry myself to sleep
Куплет из песни «Nothing New» интерпретируется как эмоции Свифт, связанные с тем, что она является предметом вдохновения для многих начинающих исполнительниц, которым придётся столкнуться с тем же, с чем столкнулась она.

## Рецензии
Песня «Nothing New» получила восторженные рецензии от критиков. Такие издания, как Pitchfork, The Guardian и Spin назвали песню одной из лучших на альбоме, отметив её двойной смысл и послание, оставленное Свифт про музыкальную индустрию. Майкл Вуд из Los Angeles Times назвал композицию лучшей на альбоме из неизданных, так посчитал и Салони Гаджар из A.V. Club, Линдси Золадз из The New York Times назвала её триумфальной. Дейсон Липшуц из Billboard похвалил текст песни и положительно отметил участие в ней Бриджерс. В рецензии от The New Yorker высказано мнение, что песня написана больше в стилистике прошлых альбомов Свифт Folklore и Evermore, нежели, чем в стилистике альбома Red, они также назвали композицию откровением певицы. Такое же мнение о стилистике песни оставила и Мелисса Руджери из USA Today, отметив, что этому поспособствовало продюсирование Аарона Десснера, который работал со Свифт над её альбомами 2020 года. Джонатан Киф из Slant напротив посчитал, что «Nothing New» отлично вписывается в альбом. Журнал Rolling Stone отметил композицию как самую ожидаемую на альбоме у поклонников исполнительниц после десятиминутной версии песни «All Too Well», добавив, что «она оправдала все ожидания». Пол Бриджуотер в своей рецензии для The Line of Best Fit назвал песню одной из лучших, когда-либо созданных Свифт. В рецензии для Vinyl Chapters Кайю Петтис назвал её лучшей совместной работой на альбоме, похвалив вокальную партию Фиби Бриджерс. Крис Уильямс из Variety поставил композиции максимальную оценку, выразив восхищение текстом песни и сочетанием голосов Свифт и Бриджерс.
В списках от 2022 года Rolling Stone и Vulture разместили «Nothing New» на 36 и 37 месте соответственно в ранжировании лучших песен Тейлор Свифт. В этом же году Billboard разместил композицию на 6 месте в списке лучших совместных работ Свифт, назвав её самой личной композицией певицы из ранее неизданных на альбоме. Издания Los Angeles Times и American Songwriter включили песню в список лучших за 2021 год.

## Участники записи
Данные взяты из буклета к альбому Red (Taylor’s Version).
- Тейлор Свифт — вокал, написание песни, продюсирование
- Фиби Бриджерс — вокал
- Аарон Десснер — продюсирование, звукорежиссура, гитара, клавишные
- Тони Берг[англ.] — продюсирование вокала
- Белла Бласко — звукорежиссура
- Брайс Десснер[англ.] — оркестровка
- Кларис Дженсен — виолончель, запись виолончели
- Джонатан Лоу — звукорежиссура, сведение
- Кристофер Роу[англ.] — запись вокала
- Уилл Маклеллан — запись вокала
- Кайл Резник — запись скрипки
- Юки Нумата Резник — скрипка

## Чарты
| Чарт (2021)                             | Высшая позиция |
| --------------------------------------- | -------------- |
| Австралия (ARIA)                        | 31             |
| Великобритания (OCC UK Audio Streaming) | 44             |
| Ирландия (IRMA)                         | 25             |
| Канада (Billboard Canadian Hot 100)     | 22             |
| Мир (Billboard Global 200)              | 33             |
| Португалия (AFP)                        | 158            |
| США (Billboard Hot 100)                 | 43             |
| США (Billboard Hot Country Songs)       | 11             |

## Комментарии
1. ↑  Скотт Борчетта — основатель Big Machine Label Group.
2. ↑   Так называют себя фанаты Тейлор Свифт.